# Polyophthalmus translucens
Polyophthalmus translucens är en ringmaskart som beskrevs av Hartman 1960. Polyophthalmus translucens ingår i släktet Polyophthalmus och familjen Opheliidae. Inga underarter finns listade i Catalogue of Life.